# Брелок з секретом
«Брелок з секретом» (рос. «Брелок с секретом») — російський радянський фільм 1981 року, режисера Віри Токаревої.

## Сюжет
Герої фільму — розкрадачі народного добра, хабарники та шахраї приймають перукаря, що приїхав на риболовлю, за ревізора. Наївний простак, який відмовився від хабарів, виявився для шахраїв загадкою складнішою, ніж його брелок з секретом…

## У ролях
- Галина Польських —  Олімпія Петрівна
- Альберт Філозов —  перукар Пєскарьов
- Михайло Глузський —  «Професор»
- Леонід Харитонов —  Полосатиков
- Михайло Кокшенов —  Вітьок
- Ігор Кашинцев —  ревізор
- Раднер Муратов —  людина в тюбетейці
- Ігор Ясулович —  диригент
- Наталія Крачковська —  завідувачка перукарні
- Маргарита Сердцева —  епізод
- Юлія Цоглин —  провідниця
- Валентина Ушакова —  пасажирка
- Расмі Джабраїлов —  епізод
- Сергій Голованов —  епізод
- Руслан Ахметов —  епізод
- Ганна Варпаховська —  епізод

## Знімальна група
- Автор сценарію: Анатолій Брагінцев
- Режисер: Віра Токарева
- Оператори: Юрій Клименко, Леонід Крайненков
- Композитор: Ілля Катаєв
- Художник: Олександр Токарев